# Moritz Volz
Moritz Volz (Siegen, 1983. január 21.) német labdarúgó, jelenleg a német TSV 1860 München játékosa. Általában jobbhátvédként játszik, de a védelem bármely részén, valamint a középpályán is bevethető.

## Pályafutása
Volz a német Schalke 04-nél kezdte pályafutását, itt fedezte fel az Arsenal. 1999 nyarán csatlakozott a londoni Ágyúsokhoz. 2000-ben debütált a csapatban a Ligakupában az Ipswich Town ellen, azonban a bajnokságban egyszer sem játszott. 2003 februárjában kölcsönadták a Wimbledonnak, ahol máris a bemutatkozó mérkőzésén gólt szerzett. Összesen 10 mérkőzésen lépett pályára, majd 2003 nyarán visszatért az Arsenalba, de augusztusban ismét kölcsönadták, ezúttal a Fulham-nek. A szerződését 2004 januárjában tették állandóvá.

### Fulham
Első mérkőzését 2003. augusztus 16-án játszotta a Middlesbrough ellen, első gólját pedig a Watford elleni FA-kupa mérkőzésen szerezte 2005. január 19-én. A bajnokságban először 2006. október 21-én volt eredményes, az Aston Villa elleni találatával pontot mentett csapatának.
2006. december 30-án ő szerezte a Premier League történetének 15 000-ik gólját a Chelsea ellen. Ezáltal kapta a '15,000 Volz' becenevet és 15 000 fontot adományozhatott egy maga által kiválasztott jótékony célú szervezetnek.
Egy héttel mérföldkőnek számító gólja után ismét eredményes volt; 2007. január 6-án a Leicester City hálójába talált be az FA-kupában, a mérkőzés 2–2-es döntetlennel végződött.
2008. augusztus 28-án egy évre kölcsönbe került az Ipswich Town-hoz.

## Külső hivatkozások
- Moritz Volz pályafutásának statisztikái a Soccerbase oldalon (angolul)

- Volzy.com Hivatalos weboldal
- Interjú The Guardian